# Arene stellata
Arene stellata är en snäckart som beskrevs av J. H. McLean 1970. Arene stellata ingår i släktet Arene och familjen turbinsnäckor. Inga underarter finns listade i Catalogue of Life.